# Palácio Nacional da Pena

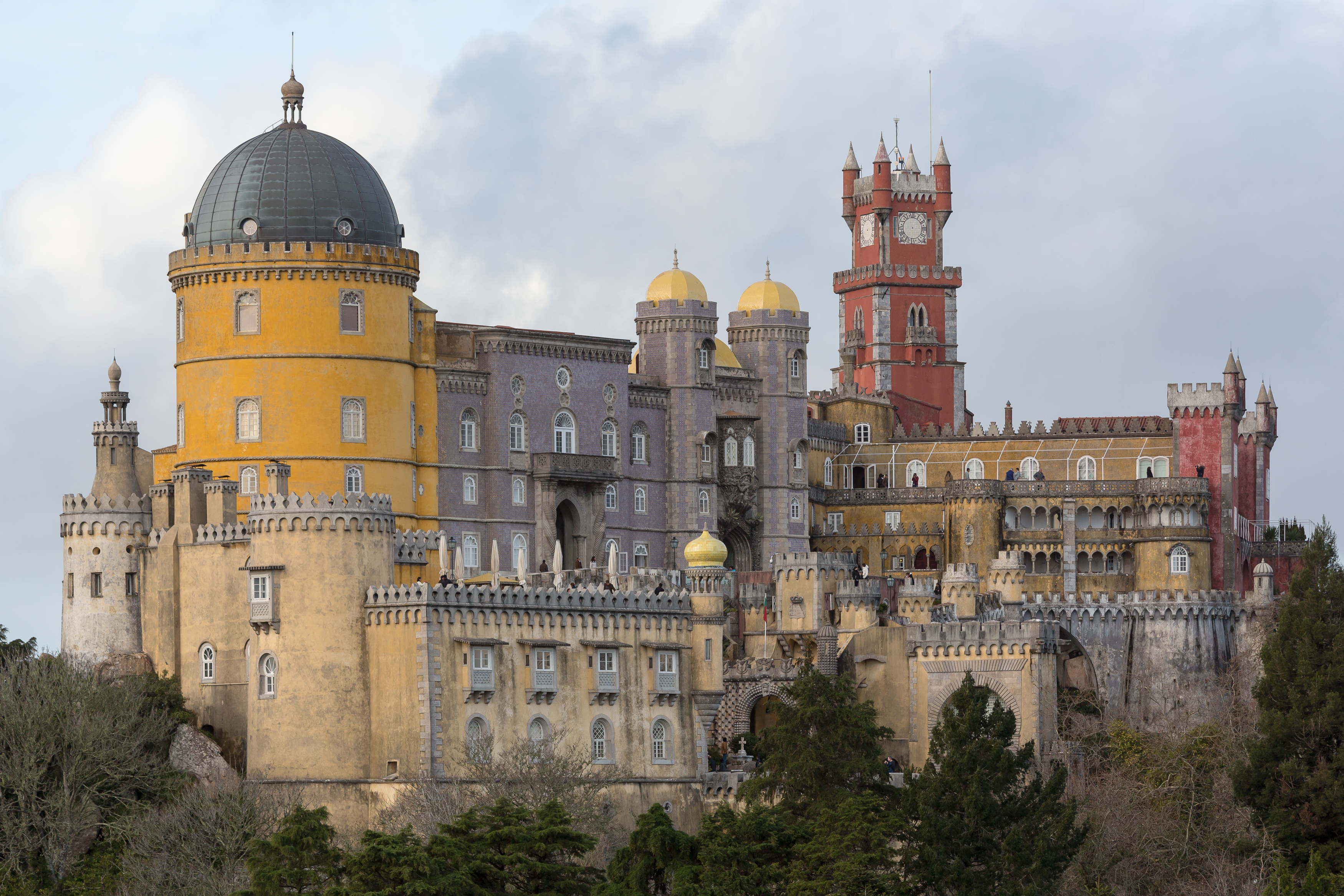
Der Palácio Nacional da Pena

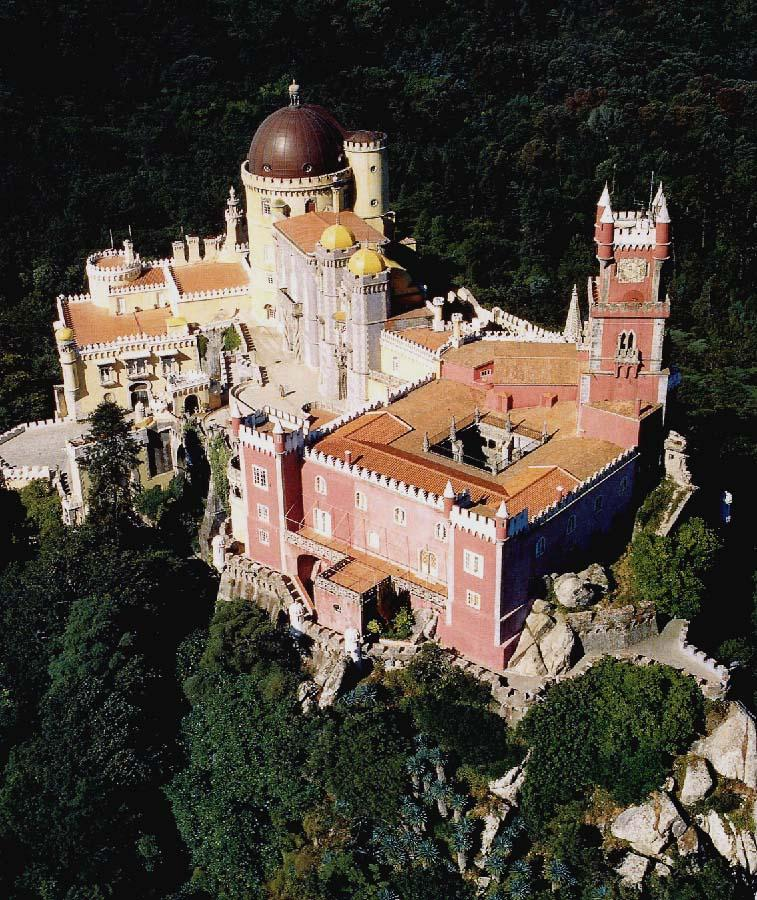
Der Palácio Nacional da Pena aus der Vogelperspektive

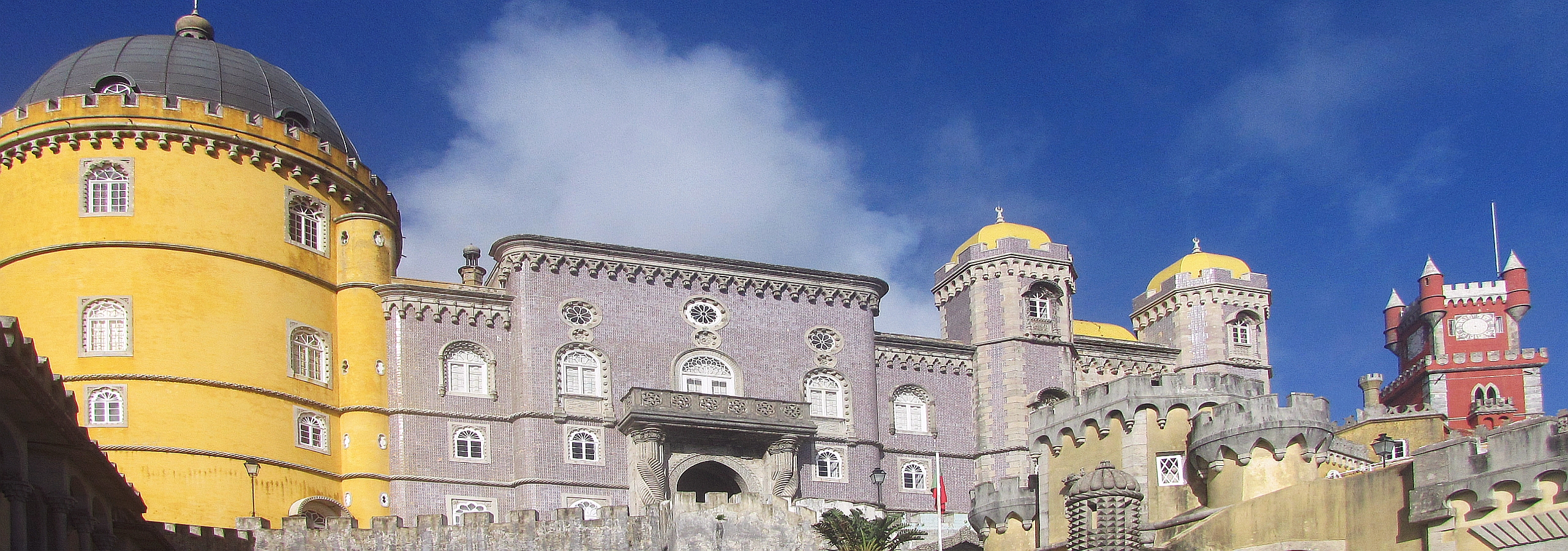
Auch die Farbgebung trägt zur Berühmtheit des Palácio Nacional da Pena bei

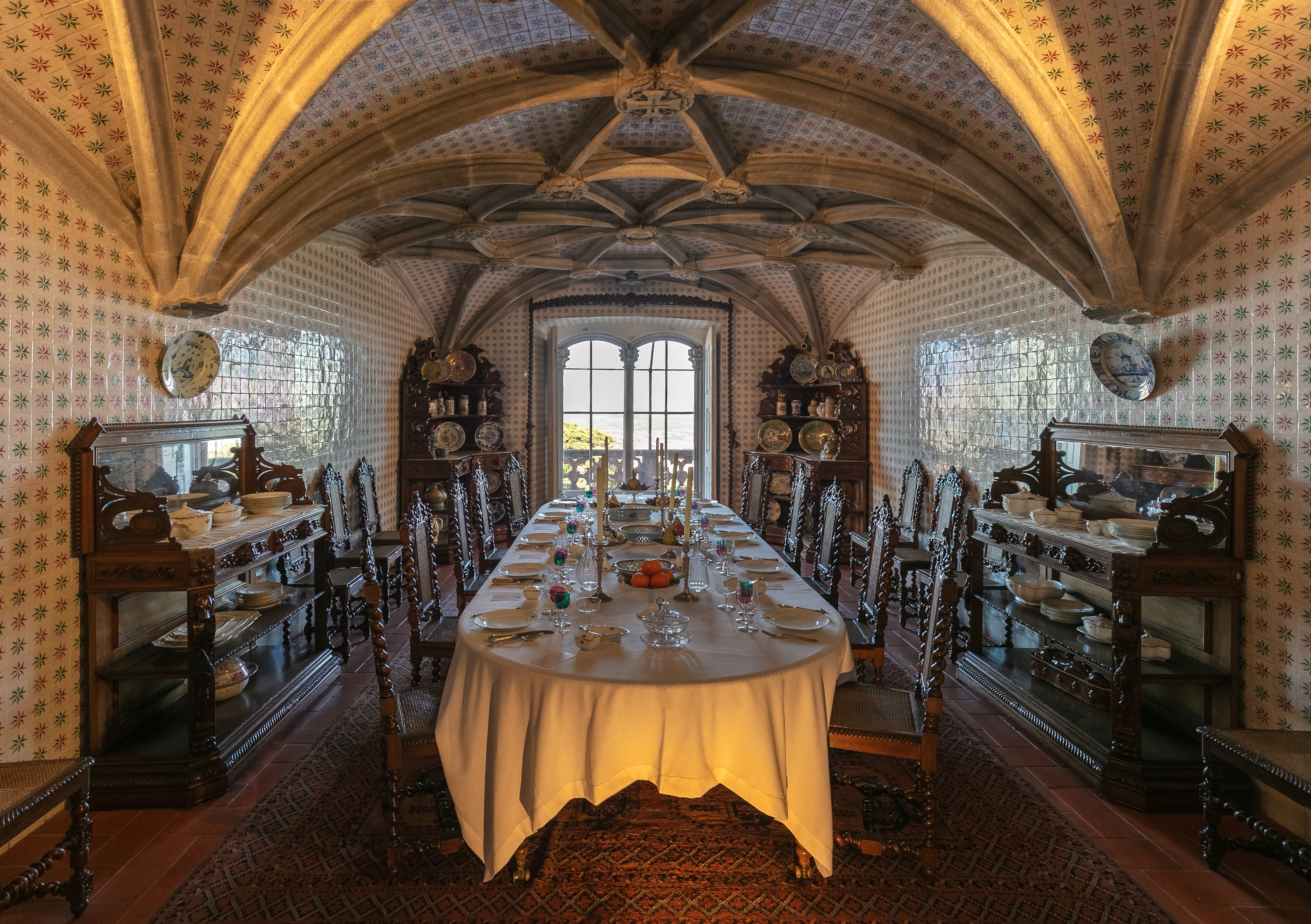
Das Königliche Esszimmer

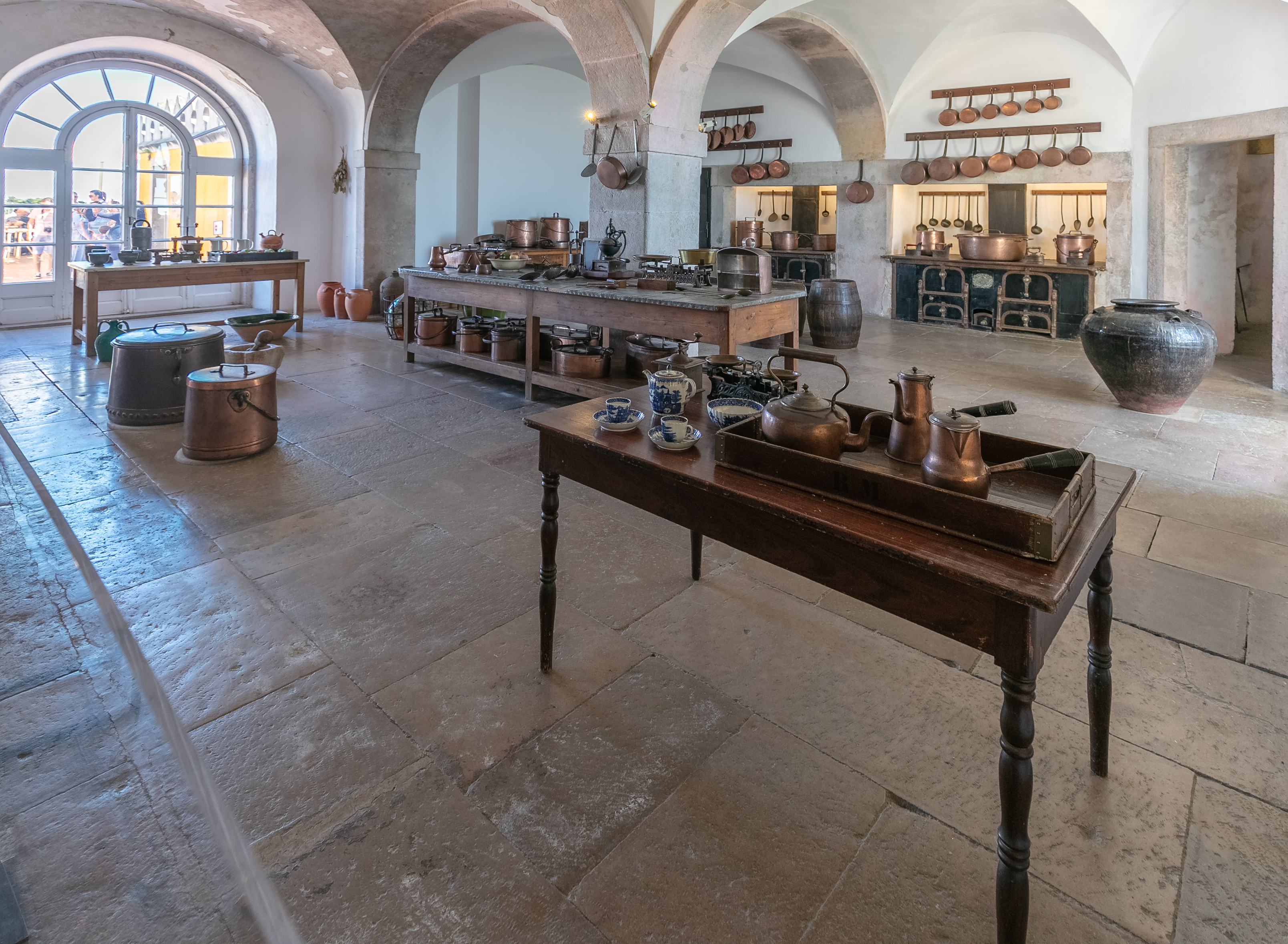
Die Küche

Der Palácio Nacional da Pena (deutsch Nationalpalast Pena) ist ein Schloss in der portugiesischen Stadt Sintra. Es wurde nach 1840 im Auftrag des portugiesischen Titularkönigs und Königsgemahls Ferdinand II. (1816–1885) auf den Ruinen eines Klosters errichtet. Häufig auch als „Kummerpalast“ bezeichnet (von portugiesisch pena ‚Kummer, Traurigkeit‘), leitet sich der Name vom ehemaligen Kloster ab, das der Nossa Senhora da Pena gewidmet war.

## Geografische Lage
Das Schloss befindet sich auf einem Gipfel eines Felsmassiv aus Granit in der Serra de Sintra, einem Höhenzug knapp 25 km westlich von Lissabon.

## Geschichte
Im 14. Jahrhundert befand sich an der Stelle, die heute das Schloss einnimmt, eine Kapelle, die der Nossa Senhora da Pena geweiht war. König Johann II. hielt sich 1493 bei einer Pilgerfahrt elf Tage in der Kapelle auf. Unter Manuel I. (1469–1521) wurde die Kapelle ab 1503 zu einem Männerkloster des Hieronymitenordens  im Stil der Manuelinik erweitert. 1755 zerstörte das Erdbeben von Lissabon große Teile der Anlage. Das Kloster verlor danach an Bedeutung, 1828 lebten nur noch zwei Mönche in den Ruinen des Klosters, beim Ende der Ordenstätigkeit in Portugal 1834 war es bereits vollständig aufgegeben.
Ferdinand II., der 1836 Königin Maria II. (1819–1853) geheiratet hatte, war von der Gegend um Sintra so fasziniert, dass er 1838 die Anlage einschließlich einiger umliegender Gehöfte und der nahe gelegenen Maurenfestung Castelo dos Mouros kaufte. Bereits seit dem 14. Jahrhundert verbrachten die portugiesischen Könige den Sommer im nahen Palácio Nacional de Sintra. Ferdinand finanzierte den Bau des Palácio da Pena aus privaten Mitteln.

## Anlage

### Gebäude
Architekt der Anlage war Wilhelm Ludwig von Eschwege (1777–1855). Der Palácio da Pena verbindet verschiedene historisierende Baustile. Nebeneinander finden sich Neorenaissance, Neogotik, Neo-Manuelinik und maurische Elemente. Im Innenraum finden sich Stuck-Ensembles im Stil des Neobarock und des Neorokoko, ein monumentaler Triton und Trompe-l’œil-Malereien. Der Architekt Julius Eugen Ruhl hat eine Reihe von Entwürfen für die Innenausstattung des Schlosses gefertigt, die zwar erhalten sind, von denen aber wenig umgesetzt wurde. Heute beeindrucken zahlreiche Räume, die noch vollständig die Inneneinrichtung des 19. Jahrhunderts bewahren.

### Gärten
Die Parkanlagen um das Schloss sollten zunächst als klassischer Englischer Garten angelegt werden, wurden dann aber ähnlich historisierend gestaltet wie das Schloss. Bevor der Park angelegt wurde, war der Gebirgszug so kahl wie eine Mondlandschaft, was dem Massiv im Volksmund den Namen Monte da Lua eintrug (Deutsch: Mondberg). In dem 85 Hektar großen Schlosspark wachsen neben einheimischen Kiefern, Eichen und Ginster auch exotische Pflanzen, wie tasmanische Baumfarne, Azaleen aus Japan oder kalifornische Mammutbäume. Der Farngarten wurde von Königin Maria II. angelegt.

### Heutige Nutzung
Seit 1995 gehört das Schloss, einschließlich der umliegenden Kulturlandschaft und weiteren Palästen Sintras, zum Welterbe der Menschheit der UNESCO. Aus diesem Anlass wurde ein staatseigenes Unternehmen gegründet, das den Schlosspark und weitere Parkanlagen von Sintra, wie z. B. die Villa und den Park von Monserrate, instand hält.

## Rezeption
Der eklektizistische Baustil des Palácio Nacional da Pena inspirierte Ludwig II. von Bayern zum Bau von Schloss Neuschwanstein.
„Das ist der glücklichste Tag meines Lebens“, jubelte Richard Strauss, als es ihn hierher verschlug. „Ich bin nach Italien, Sizilien, Griechenland und Ägypten gereist, aber ich habe niemals irgendetwas gesehen, was Pena gleicht. Dies ist der wahre Garten Klingsors - und hier, oben darüber, ist die Burg des Heiligen Grals.“

## Auszeichnungen
Die Gartenanlage wurde 2013 mit dem Europäischen Gartenpreis in der Kategorie  „Beste Weiterentwicklung eines historischen Parks oder Gartens“ ausgezeichnet.